# Small bang motor
Een small bang motor is een aangepaste motor voor wegrace-motorfietsen.
Na de toepassing van de big bang motor, waarbij de ontstekingsintervallen van de viercilindertweetakt Honda NSR 500 zeer dicht bij elkaar lagen, kwam Honda in 1997 aan de start met een machine waarbij de ontsteking om de 180° vonkte. 
Een complete cyclus van een tweetaktmotor is 360 graden, wat erop neerkomt dat iedere 90 graden leidt tot 1 cilinder die zich in de arbeidsslag bevindt. Bij de "Big Bang"-tweetakt werd de ontstekingvolgorde aangepast zodat steeds twee cilinders tegelijk vonkten. Dat zorgde voor "rustmomenten" in de aandrijving waardoor de machine eenvoudiger te berijden was. 
Deze motor gaf ook een wat zwaarder geluid, omdat hij feitelijk niet als een vier- maar als een tweecilinder werkte. Vanaf dat moment werden viercilindertweetakten met een conventionele ontstekingsvolgorde vanwege het veel scherpere geluid ook wel "screamer" genoemd. 